# William Edmond Logan
Sir William Edmond Logan, född 20 april 1798 i Montréal, död 22 juni 1875 i Pembrokeshire, Wales, var en kanadensisk geolog.
Logan studerade geologi vid University of Edinburgh i Skottland, varefter han kartlade stenkolsfälten i Wales. Åren 1840 företog han geologiska undersökningar i Pennsylvania och Nova Scotia och blev 1842 chef för det då bildade Geological Survey of Canada. Han lämnade denna befattning 1869 och bosatte sig därefter i Wales.  Han tilldelades Wollastonmedaljen 1856, samma år som han blev medlem av Royal Society i London och utnämndes till knight. År 1867 erhöll han även Royal Medal. Hans viktigaste skrift är Report of Progress of the Geological Survey of Canada (1866).